# Sagittaria rigida
Sagittaria rigida är en svaltingväxtart som beskrevs av Frederick Traugott Pursh. Sagittaria rigida ingår i släktet pilbladssläktet, och familjen svaltingväxter. Inga underarter finns listade.